# Are You In?
Are You In? è un singolo del gruppo musicale statunitense Incubus, pubblicato nel 2002 ed estratto dall'album Morning View.

## Tracce
- Singolo USA

1. Are You In?
2. Are You In? (Paul Oakenfold remix)
3. Wish You Were Here (live)
4. Warning (live)
5. Stellar (live)